# Doran Stream
Koordinaten: 77° 42′ S, 162° 36′ O
Der Doran Stream ist ein 3 km langer Schmelzwasserfluss im ostantarktischen Viktorialand. Im Taylor Valley fließt er vom Ende des Doran-Gletschers in nördlicher Richtung zum Priscu Stream.
Das Advisory Committee on Antarctic Names benannte ihn 1996 wie ein Jahr später auch den ihn speisenden Gletscher nach dem US-amerikanischen Paläolimnologie Peter T. Doran, der ab 1993 im Gebiet des McMurdo-Sunds und der Antarktischen Trockentäler tätig war.